# Предикат
Предикат или прирок јесте централни реченични члан. Може се класификовати према два критеријума.

## Врсте предиката
А) Према саставу лексичког језгра предикати се деле на: 
- глаголски предикат;
- копулативни предикат (именски и прилошки).

Б) Према сложености предикати се деле на:
- прости предикат;
- сложени предикат.

## Глаголски предикат
Глаголски предикат је један од два главна реченична члана, који заједно са субјектом представља граматички центар реченице. То је глагол у личном потврдном (радња се реализује) или одричном (радња се не реализује) конгруентном облику. Њиме се именује радња и он се слаже са субјектом у лицу, броју и роду (када глаголски облик разликује род). Постоје прости и сложени глаголски предикат. 

### Прости глаголски предикат
Многим глаголима нису потребне допуне. Могу сами да означе ситуацију (радњу, стање или збивање) која се приписује субјекатском појму и образују прости глаголски предикат. 
Миша пева.
Мина ће ићи у Нови Сад.
Они су јуче стигли.

### Сложени глаголски предикат
Постоје глаголи којима је потребна допуна. Не могу сами да означе ситуацију која се приписује субјекатском појму.Употребом једног од глагола непотпуног значења, модалног или фазног, образује се сложени глаголски предикат. 
Постоје два типа непотпуних глагола.
1. Модални глаголи су: морати, моћи, хтети, требати (безличан), смети.
2. Фазни глаголи су: почети, почињати, наставити, настављати, завршити, завршавати.

Сложен глаголски предикат је састављен од модалног или фазног глагола и допунског дела предиката. Модални или фазни део предиката чини глагол у личном облику. Допунски део у сложеном глаголском предикату чини глагол пуног значења употребљен или у облику презента са везником да или у облику инфинитива. 
Он треба да оде на одмор.
Само он сме говорити о томе?
Она почиње да слика сутра.
Морам радити.

### Копулативни предикат
Копулативни предикат може бити именски и прилошки. 
Именски копулативни предикат употребљава се када субјекатском појму треба приписати неко својство или када га треба идентификовати. 
За садржај именског предиката битан је именски део предиката, а то је именица, именичка синтагма, придев, придевска синтагма, придевска заменица или редни број. Глаголски део предиката чини глагол јесам/бити, који нема посебно значење него повезује субјекат и именски део предиката. Зато глаголски део предиката има функцију копуле (споне), а за именски део предиката употребљава се назив именски копулативни предикатив.
Ана је кошаркашица.
Ана је висока.
Ана је моја.
Ана је прва.
Прилошки копулативни предикат означава место где се налази именовани појам, неко стање или време реализације (неког догађаја). 
За садржај прилошког предиката битан је прилошки део предиката, а то је прилог, прилошка синтагма, именица у зависном падежу (са прилошким значењем). Глаголски део предиката има функцију копуле, а за прилошки део предиката употребљава се назив прилошки копулативни предикатив. 
Школа је далеко.
Мира је у Москви.
Копулативни предикати могу бити прости и сложени.
Прости копулативни предикат: Био сам уморан.
Сложени копулативни предикат: Морам да будем тамо.